# Anthotium odontophyllum
Anthotium odontophyllum är en tvåhjärtbladig växtart som beskrevs av L. W. Sage. Anthotium odontophyllum ingår i släktet Anthotium och familjen Goodeniaceae. Inga underarter finns listade i Catalogue of Life.